# Wish You Were Here (album)
Vous lisez un « article de qualité » labellisé en 2021.
Pour les articles homonymes, voir Wish You Were Here.
Albums de Pink Floyd
The Dark Side of the Moon
(1973) Animals
(1977)
Singles
1. Have a Cigar
Sortie : 15 novembre 1975
2. Wish You Were Here
Sortie :  25 août 2012

Wish You Were Here est le neuvième album studio du groupe de rock britannique Pink Floyd. Il est sorti le 12 septembre 1975 chez Harvest Records et pour la première fois chez Columbia Records. Basé sur des titres que Pink Floyd a composés lors d'une tournée en 1974, Wish You Were Here est enregistré en 1975 aux studios Abbey Road à Londres.
Les thèmes de l'album comprennent la critique de l'industrie musicale, l'aliénation et un hommage au membre fondateur Syd Barrett, qui a quitté le groupe sept ans plus tôt à cause de troubles psychiques, lequel les visite durant l'enregistrement sans qu'ils parviennent à le reconnaître. Chanteur invité, Roy Harper assure le chant principal sur Have a Cigar. Pour promouvoir l'album aux États-Unis, le groupe sort le 45 tours Have a Cigar / Welcome to the Machine.
Wish You Were Here reçoit des avis partagés à sa sortie, les critiques ayant trouvé sa musique peu inspirante et inférieure au travail précédent du groupe. Il est salué rétrospectivement par la critique, considéré comme l'un des plus grands albums de tous les temps et cité par le claviériste Richard Wright et le guitariste David Gilmour comme leur album préféré de Pink Floyd. Commercialement, l'album a été un succès et, en 2004, a atteint les treize millions d'exemplaires vendus.

## Historique

### Contexte
« Les Floyd paraissent si fatigués et dénués de toute idée créative que l'on se demande s'ils se soucient encore de leur musique […]. Je veux dire qu'on peut aisément envisager un futur concert du Floyd avec un groupe errant sur scène, mettant leurs bandes en marche et actionnant leurs instruments par télécommande avant de se retirer derrière les amplis pour parler football ou jouer au billard. À tout prendre, je préférerais les voir faire ça. Au moins, ça serait honnête,. »
À la suite de la sortie de The Dark Side of the Moon en 1973, Pink Floyd devient un phénomène mondial et joue la quasi-totalité de ses concerts à guichet fermé. Forts de ce succès, les membres du groupe gagnent suffisamment d'argent pour acheter des maisons en Angleterre comme à l'étranger et pour fonder leur propre maison de production, Pink Floyd Music Publishing. Bien que cet argent permette au groupe de réaliser ses « rêves les plus fous », il commence également à séparer les membres. Nick Mason se livre à des projets personnels tels que la production de l'album Rock Bottom de Robert Wyatt, et David Gilmour produit la chanteuse Kate Bush, alors âgée de 16 ans. Roger Waters explique plus tard : « Nous étions à un tournant, nous aurions pu nous séparer, mais nous ne l'avons pas fait, car nous avions peur du monde extérieur, de l'inconnu. Nous étions bien à l'abri derrière le nom de Pink Floyd. »
Au cours du mois d'octobre 1973, les membres tentent de reprendre leur idée « The Household Objects » qui consiste à faire de la musique avec des objets usuels ; elle a vu le jour en 1971 pendant l'enregistrement de Meddle. Supervisés par Alan Parsons et Peter James aux studios Abbey Road, les Floyd tentent tant bien que mal de créer des mélodies avec des rouleaux de ruban adhésif, des bruits de pas ou des verres, mais l'idée ne se concrétise finalement pas et est abandonnée définitivement. Cet échec conduit le groupe au bord de la rupture, Nick Mason déclarant plus tard : « Il n'y avait plus de dynamique de groupe. L'engagement des premiers jours commençait à se dissiper. »
En 1974, une critique de Nick Kent dans New Musical Express remotive le groupe et donne à Pink Floyd le thème de son prochain album : l'absence,,. Pink Floyd retourne alors en studio l'année suivante avec plusieurs maquettes composées durant la tournée de 1974,.

### Enregistrement

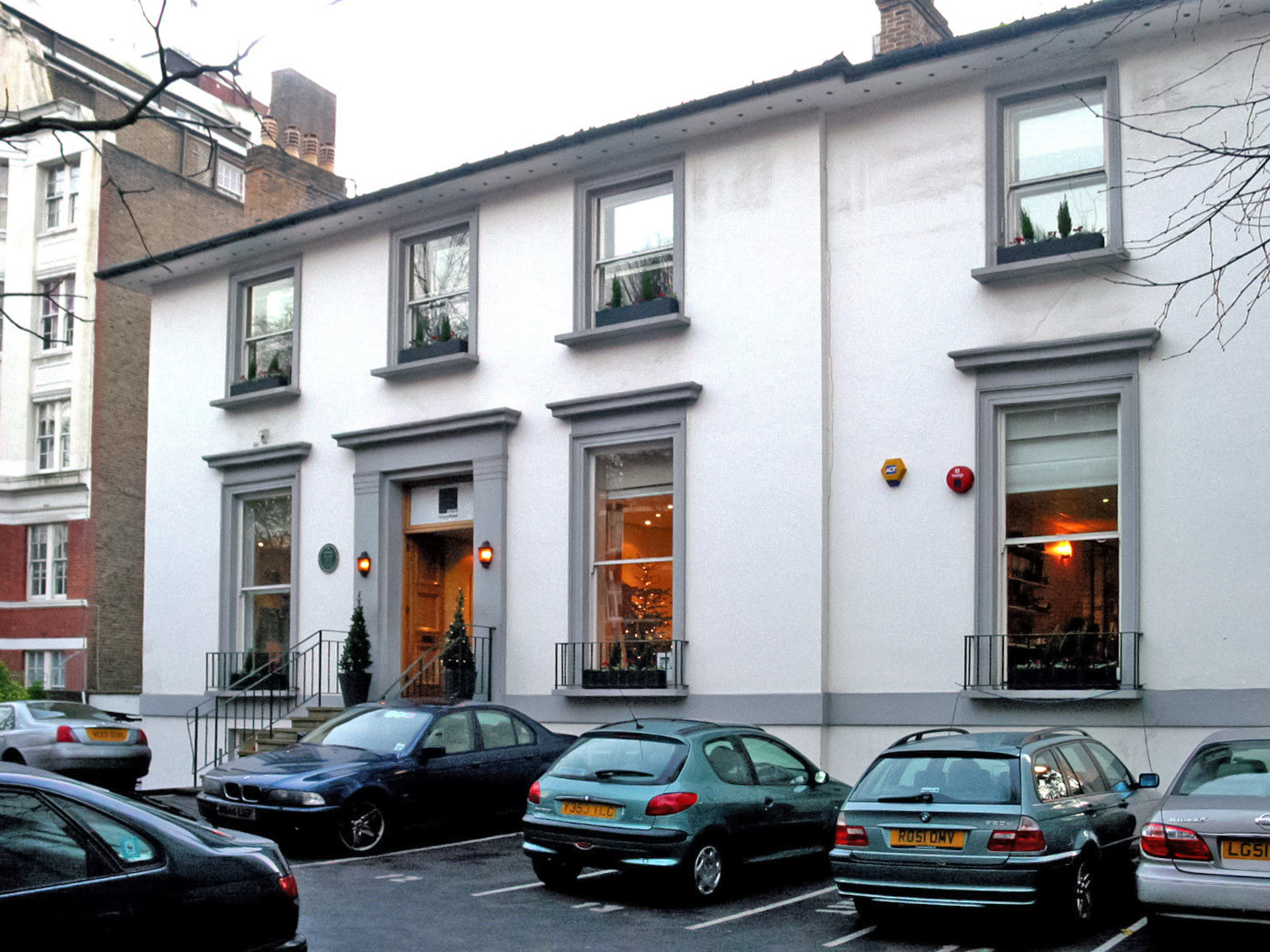
Les studios Abbey Road, où sont enregistrés la plupart des albums de Pink Floyd.

Alors que les membres de Pink Floyd rentrent au studio 3 d'Abbey Road pour démarrer l'enregistrement, ils demandent à Alan Parsons, l'ingénieur du son pour The Dark Side of the Moon, de continuer à travailler avec eux. Malgré un salaire proposé de dix mille livres par an (84 500 livres de 2025), ce dernier demande une partie des redevances, ce que Steve O'Rourke, le manager du groupe, refuse. Le groupe se tourne alors vers Brian Humphries qui a déjà travaillé avec Pink Floyd pour l'album Ummagumma et en 1974 lors d'une série de concerts à la Wembley Arena. Il constitue donc un choix logique pour le nouvel album du groupe, même si sa méconnaissance des studios Abbey Road entraîne tout d'abord quelques difficultés, notamment lorsqu'il gâche par accident les bandes de Shine On, que Waters et Mason avaient passé de longues heures à retravailler : l'écho indésirable oblige le groupe à réenregistrer le morceau tout entier.
Les sessions de Wish You Were Here durent de janvier à juillet 1975, et les Pink Floyd enregistrent quatre jours par semaine de 14 h 30 à très tard dans la soirée. Le groupe a d'abord du mal à concevoir du nouveau matériel, d'autant plus que le succès de Dark Side of the Moon les a tous les quatre épuisés physiquement et émotionnellement. L'enregistrement semble trop difficile pour les membres, comme l'explique Roger Waters : « La plupart d'entre nous auraient souhaité ne pas être là du tout […]. Je n'y étais pas heureux car j'avais le sentiment que nous n'étions pas ensemble. » Selon le claviériste Richard Wright, une partie des problèmes du groupe vient du fait que deux ans se sont écoulés depuis l'enregistrement de The Dark Side et il parle des sessions de Wish You Were Here comme d'« une période difficile »,. Un certain malaise naît également entre David Gilmour et Nick Mason, principalement car le mariage raté de ce dernier se ressent dans son jeu de batterie.
« Il y a eu des jours où nous n'avons rien fait. Je ne pense pas qu'ils savaient ce qu'ils voulaient faire. Nous avions un jeu de fléchettes et un fusil à air comprimé et nous nous amusions avec des jeux de mots, nous nous asseyions, nous nous saoulions, nous rentrions chez nous et nous revenions le lendemain. C'est tout ce que nous faisions jusqu'à ce que tout se mette soudain en place. »
Au bout de plusieurs semaines, Waters commence cependant à entrevoir un nouveau concept. Les maquettes de la tournée de 1974 deviennent un point de départ pour un nouvel album, et l'une d'entre elles, Shine On You Crazy Diamond, un long morceau presque entièrement instrumental, semble un choix raisonnable comme pièce maîtresse de l'œuvre. Les quatre notes de guitare censées rappeler Syd Barrett, un ancien membre du groupe, sont composées par accident par Gilmour mais sont accueillies très positivement par Waters. Ce dernier souhaite cependant séparer Shine On en deux parties. L'idée déplaît fortement à Gilmour, qui doit finalement accepter alors que Mason et Wright sont également contre lui. Les deux autres maquettes de 1974, Raving and Drooling et You Gotta Be Crazy n'ont pas leur place dans le nouveau concept et sont mises de côté jusqu'à l'album suivant, Animals, au profit de Welcome to the Machine, Have a Cigar et Wish You Were Here.

#### Visite de Syd Barrett

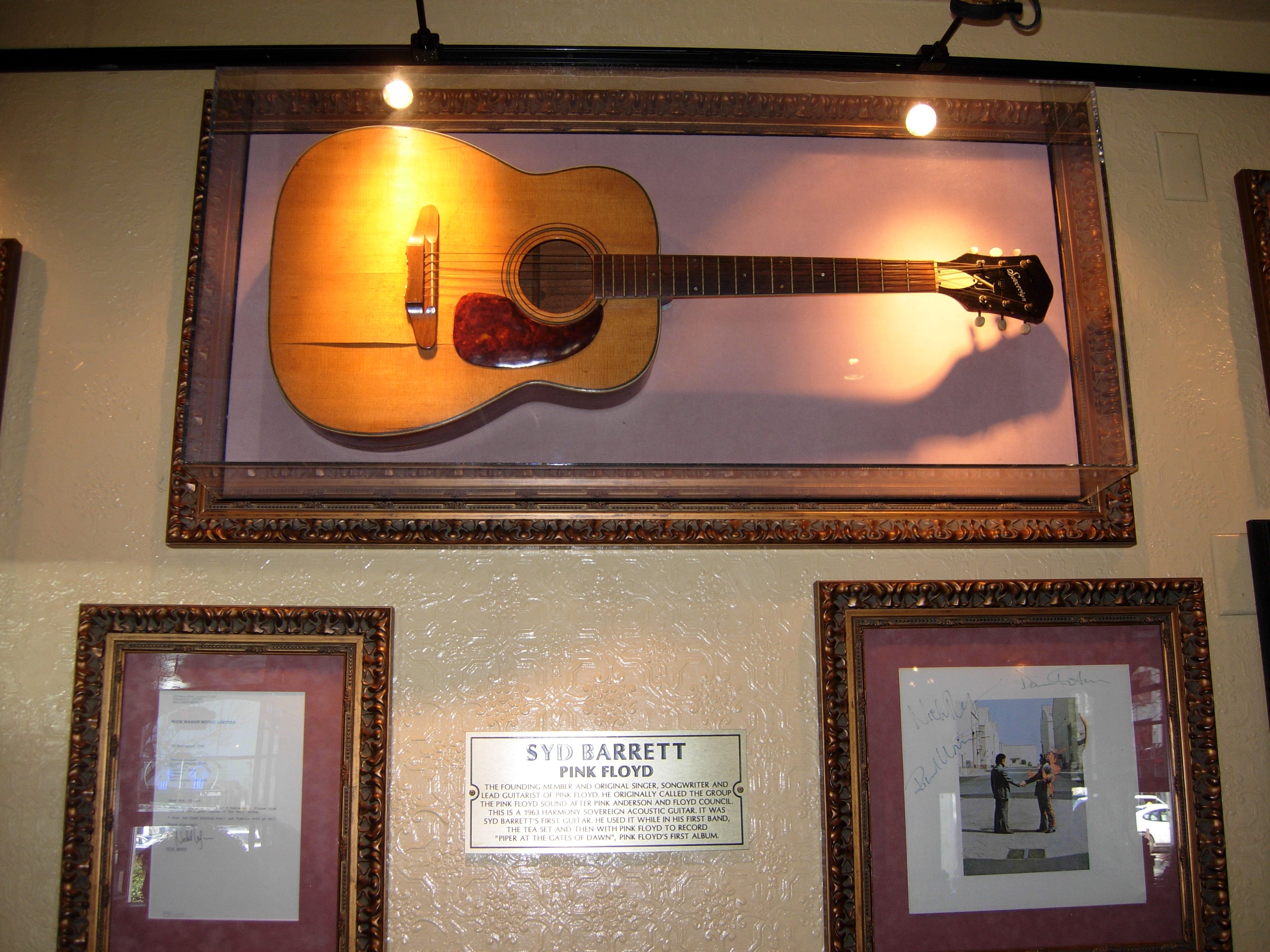
Première guitare de Syd Barrett et pochette de Wish You Were Here (en bas à droite) dédicacée par les membres du groupe.

L'un des événements les plus notables survenus durant l'enregistrement de Wish You Were Here a lieu le 5 juin 1975, jour du mariage de Gilmour et Ginger et veille du départ pour une tournée aux États-Unis. Alors que le groupe travaille sur l'album, un individu corpulent, au crâne et aux sourcils rasés, entre dans la pièce, une poche en plastique à la main. Waters ne le reconnaît pas et Gilmour croit tout d'abord qu'il s'agit d'un employé d'EMI. Wright, imaginant qu'il s'agit d'un ami de Waters, lui demande de qui il s'agit, avant de reconnaître Syd Barrett. Mason ne le reconnaît pas non plus ; il est « horrifié » lorsque Gilmour lui apprend la vérité. « Ça nous a fait un sacré effet. Roger [Waters] et Dave [Gilmour] ont pleuré », se souvient Storm Thorgerson.
Waters semble avoir été profondément troublé par la vision de son ancien collègue. Celui-ci dit être prêt à offrir ses services au groupe, mais ne semble pas avoir compris, en écoutant le mix de Shine On, que la chanson parle de lui. À la fin de la session d'enregistrement, il déclare : « Bah, c'est de la variété. » Il se mêle aux invités de la réception de mariage de Gilmour à la cantine d'EMI, puis part sans dire au revoir à personne. Aucun des membres du groupe ne le revoit jusqu'à sa mort, en 2006. Il est possible que la présence de Barrett ait influé sur la version finale de la chanson, même si les paroles étaient déjà écrites : à la fin de l'album, un passage de See Emily Play joué par Wright est clairement audible. Roger Waters déclare plus tard :

« Je suis très triste pour Syd. Bien sûr, il était important, et le groupe n'aurait jamais connu ce putain de décollage sans lui, vu qu'il écrivait toutes les chansons. Ça n'aurait pas pu avoir lieu sans lui, mais en même temps, ça n'aurait pas pu continuer avec lui. Shine On ne parle pas vraiment de Syd — il symbolise juste l'absence extrême à laquelle certaines personnes sont tentées de céder, parce que c'est la seule façon pour elles de supporter la tristesse de la vie moderne, de se retirer complètement. Je trouve cela terriblement triste. »

#### Sessions finales

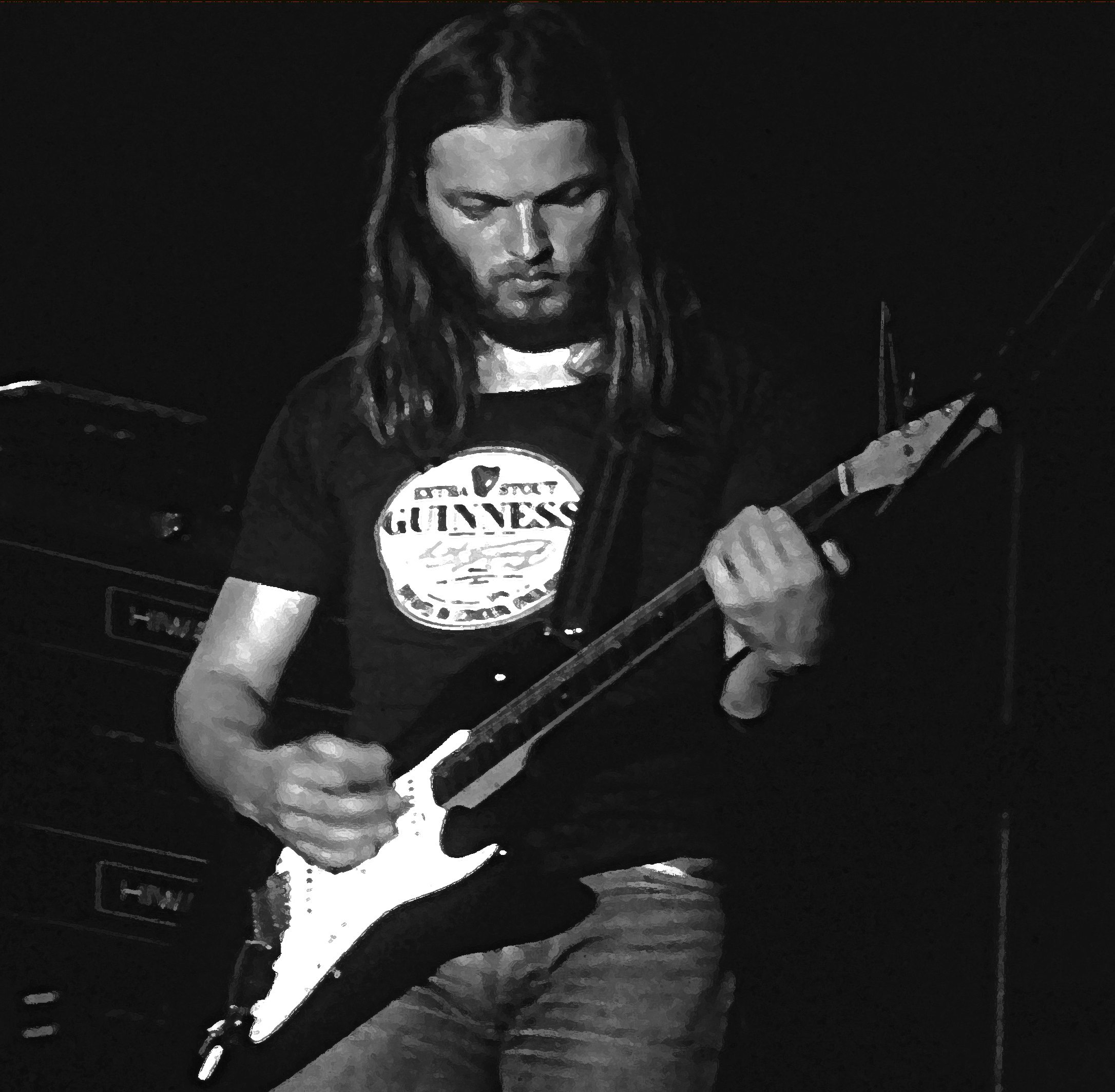
David Gilmour dans les années 1970 et sa Fender Stratocaster, surnommée Black Strat.

Les séances d'enregistrement sont interrompues à deux reprises par des tournées aux États-Unis, en avril, puis en juin. Les dernières sessions, qui prennent place après la première interprétation publique de l'album à Knebworth, se révèlent particulièrement difficiles pour Waters. Il lui faut plusieurs prises pour parvenir à une version acceptable du chant sur Have a Cigar, du fait de sa faible tessiture, mais aussi de la fatigue entraînée par l'enregistrement du chant de Shine On. David Gilmour tente également de chanter le morceau, sans vraiment convaincre, et le groupe demande finalement au chanteur Roy Harper de tenir ce rôle. Harper enregistre son propre album dans un autre studio d'Abbey Road, et Gilmour a déjà joué un peu de guitare pour lui. Par la suite, Waters a regretté cette décision ; jugeant qu'il aurait délivré une prestation moins cynique et plus vulnérable, il pense qu'il aurait dû se charger du chant,.
Côté instruments, Gilmour utilise une Martin D-35 pour les parties acoustiques et sa Black Strat le reste du temps, et Waters utilise une Fender Precision Bass. Wright utilise quant à lui plusieurs claviers : un ARP Solina String Ensemble, un Hohner Clavinet, un Hammond C3 et un Moog Taurus. Enfin, le kit de batterie Ludwig de Nick Mason est composé de deux grosses caisses, quatre toms, cinq rototoms, une caisse claire, une charleston Paiste et trois cymbales Paiste. Le début de Shine On inclut des bribes du projet The Household Objects : le son produit par un doigt passant sur le bord de verres à vins passé en multipistes.
Les violonistes Stéphane Grappelli et Yehudi Menuhin jouent au même moment dans un autre studio et Pink Floyd les invite à enregistrer un passage pour l'album. Grappelli joue sous le regard de Menuhin ; le groupe décide en fin de compte de ne pas retenir sa performance et enregistre par-dessus. Il n'est pas crédité (le groupe ayant pensé qu'il pourrait se sentir insulté), mais est payé trois cents livres. Le saxophoniste Dick Parry, déjà présent sur Dark Side of the Moon, revient sur Shine On.
L'essentiel de Wish You Were Here est joué pour la première fois en public le 5 juillet 1975 au festival à ciel ouvert de Knebworth. Le chanteur Roy Harper est également présent et il saccage l'une des camionnettes de Pink Floyd en découvrant que son costume de scène a disparu. L'incident entraîne un retard dans l'installation de l'équipement du groupe ; deux Spitfire de la Seconde Guerre mondiale étaient censés survoler le groupe au moment de son entrée sur scène et ils ne peuvent être repoussés. En outre, un problème de courant désaccorde les claviers de Rick Wright, ce qui handicape sérieusement le son du groupe : à chaque fois que le volume de la sono principale est haussé, les claviers se désaccordent à nouveau. Au bout d'un moment, Wright quitte la scène, mais le spectacle se poursuit avec un clavier moins sensible, un piano, et un jeu de lumières plus simple. Après un bref entracte, le groupe revient sur scène pour interpréter Dark Side of the Moon. Les critiques, frustrés de s'être vu refuser l'accès aux coulisses, critiquent violemment le concert dans leurs articles,.

### Parution et accueil

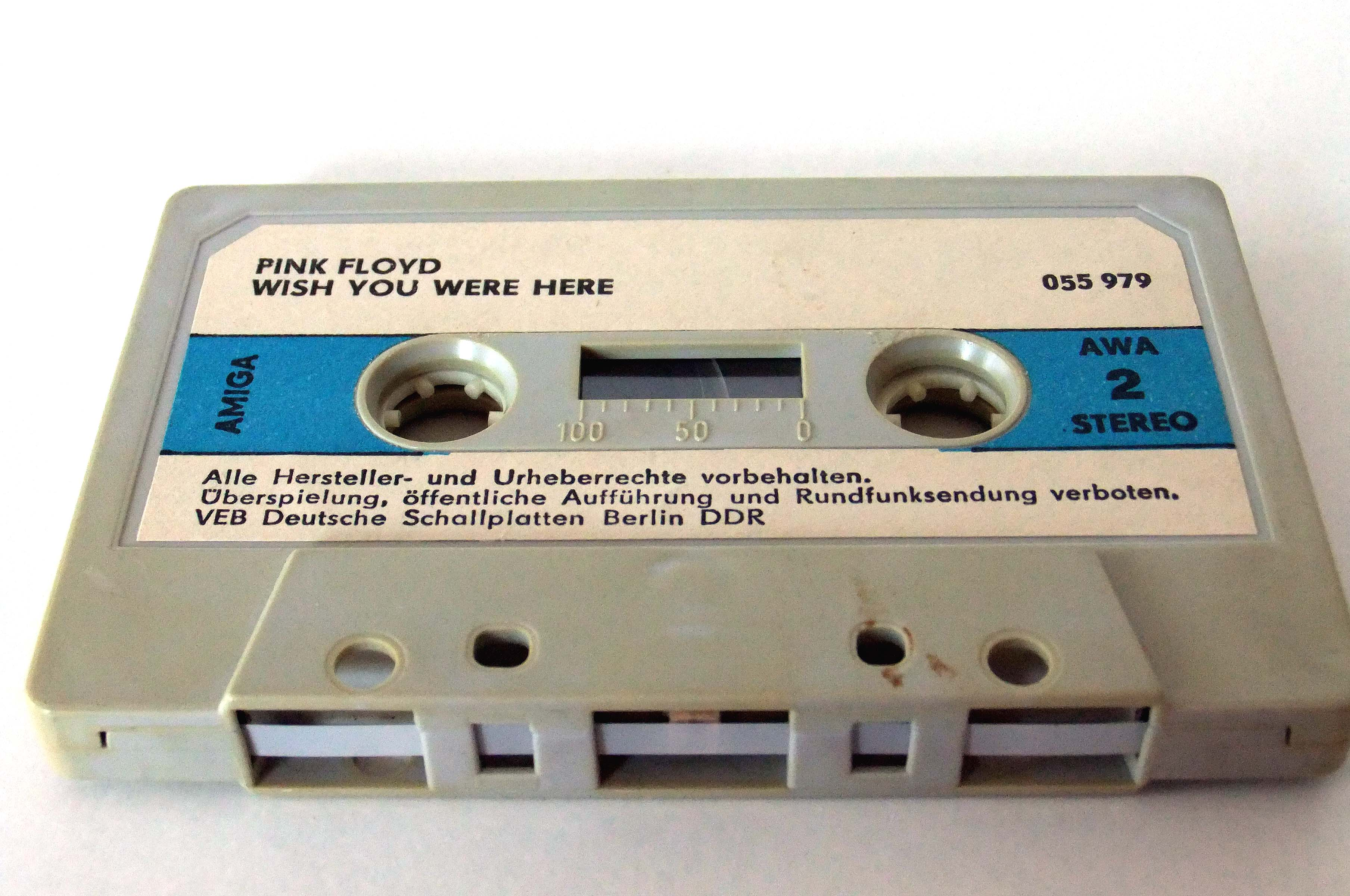
Cassette audio de Wish You Were Here.

L'album sort le 12 septembre 1975 au Royaume-Uni et le lendemain aux États-Unis. C'est le premier album de Pink Floyd chez Columbia Records, une filiale de CBS ; le groupe et son manager Steve O'Rourke ne sont pas satisfaits de leur label américain Capitol Records. Le groupe reste cependant chez Harvest Records en Europe.
En Grande-Bretagne, avec 250 000 préventes, l'album passe directement en tête du classement. La demande est telle qu'EMI informe les revendeurs que seulement la moitié des commandes serait satisfaite. Avec 900 000 précommandes (le plus grand nombre pour un album de Columbia), il atteint la première place du classement du Billboard américain dès la deuxième semaine. Wish You Were Here est l'album de Pink Floyd qui s'est vendu le plus rapidement.
L'album est certifié argent et or (respectivement 60 000 et 100 000 ventes) au Royaume-Uni le 1er août 1975, et or aux États-Unis le 17 septembre 1975. Il est certifié six fois platine le 16 mai 1997 et, en 2004, il s'est vendu à environ 13 millions d'exemplaires dans le monde,. Have a Cigar est choisi par Columbia comme premier single, avec Welcome to the Machine sur la face B aux États-Unis et Shine On You Crazy Diamond dans plusieurs pays européens. L'album est un succès commercial en Europe, en tête des palmarès néerlandais, anglais et espagnol.
Si l'album se vend très bien, il fait cependant l'objet de critiques mitigées à sa sortie. Ben Edmunds écrit dans Rolling Stone que le « comportement nonchalant » du groupe laisse le sujet de Barrett « non réalisé ; ils donnent une telle lecture de la foutue chose qu'ils pourraient aussi bien chanter l'histoire du beau-frère de Roger Waters qui a reçu une contravention ». Edmunds conclut que le groupe est « dépourvu » de la « passion sincère pour son « art » » que les groupes de space rock contemporains sont censés avoir. Le critique de Melody Maker écrit quant à lui : « Quelle que soit la direction dans laquelle on aborde Wish You Were Here, elle semble toujours peu convaincante dans sa sincérité pesante et montre un manque d'imagination critique dans tous les domaines. »
Robert Christgau, dans The Village Voice, livre une critique positive : « La musique est non seulement simple et attrayante, avec le synthétiseur utilisé principalement pour la texture et les pauses de guitare pour les commentaires, mais elle atteint en fait une partie de la dignité symphonique (et des références croisées) que Dark Side of the Moon simulait si merveilleusement. » Christgau a également avoué plus tard que « [son] album préféré de Pink Floyd [avait] toujours été Wish You Were Here, et vous savez pourquoi ? Il a une âme, voilà pourquoi ».
À la fin du XXe siècle et au XXIe siècle, Wish You Were Here est souvent cité parmi les plus grands albums. Selon Acclaimed Music, il est le 185e disque le plus mentionné de tous les temps par les critiques. En 2012, il est élu 211e sur la liste des 500 plus grands albums de tous les temps du magazine Rolling Stone. En 2015, il est choisi comme le quatrième plus grand album de rock progressif par ce dernier. En 1998, les lecteurs de Q votent Wish You Were Here comme le 34e plus grand album de tous les temps. En 2000, le même magazine le place à la 43e place de sa liste des 100 plus grands albums britanniques de tous les temps. La même année, il est élu numéro 38 dans All Time Top 1000 Albums de Colin Larkin. En 2007, l'une des plus grandes stations de radio publiques allemandes, WDR 2, demande à ses auditeurs de voter pour les 200 meilleurs albums de tous les temps, et Wish You Were Here en ressort à la première place. En 2004, Wish You Were Here est classé numéro 36 dans la liste des 100 meilleurs albums des années 1970 de Pitchfork. IGN classe Wish You Were Here comme le huitième meilleur album de classic rock, et Ultimate Classic Rock le place à la deuxième place dans sa liste des albums de Pink Floyd,.

### Postérité

#### Impact sur le groupe

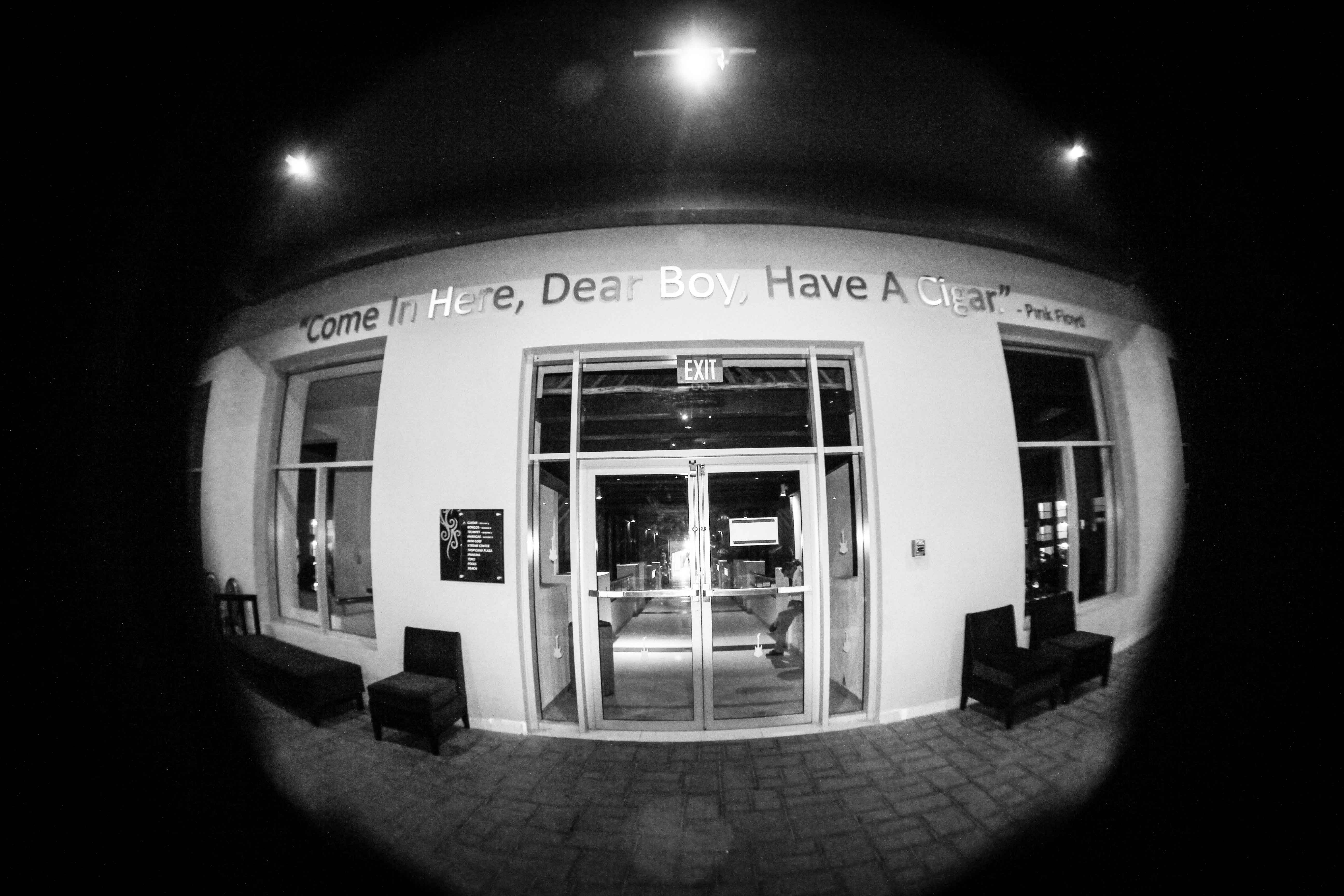
Paroles de Have a Cigar au-dessus de l'entrée d'un restaurant à Punta Cana.

Malgré les problèmes rencontrés durant la production, l'album reste le favori de Wright : « C'est un album que je peux écouter pour le plaisir et ils ne sont pas si nombreux que cela dans le catalogue de Pink Floyd. » Gilmour partage cette opinion : « En ce qui me concerne, je dois dire que c'est mon album favori, l'album Wish You Were Here. Le résultat final de tout cela, quoi que cela ait été, a définitivement laissé pour moi un album dont je suis très, très heureux. Je l'aime énormément. »
Wish You Were Here marque cependant le début d'un détachement entre Roger Waters et les autres membres du groupe. Selon Waters, « […] Dave [Gilmour] et Rick [Wright], par exemple, ne pensent pas que le sujet ou le thème du disque et les idées qui y sont développées soient aussi importants qu'ils le sont pour moi. Ils sont plus intéressés par la musique, en tant que forme abstraite, que par n'importe quoi d'autre ». Cette différence fondamentale de vision conduit dès lors progressivement à la prise de pouvoir de Waters, qui devient pratiquement l'unique compositeur du groupe jusqu'à son départ en 1985,.
Wish You Were Here ne fait pas l'objet d'une tournée spécifique, ses chansons étant jouées en concert principalement avant la sortie de l'album. En 1976, Pink Floyd ne donne d'ailleurs aucun concert et loue son matériel à d'autres groupes en tournée pour se concentrer sur l'enregistrement de son prochain album, Animals.

#### Rééditions et reprise
Wish You Were Here est réédité en quadriphonie au Royaume-Uni et aux États-Unis en 1976,.
L'album connaît sa première sortie au format CD aux États-Unis en 1983, puis en 1984 au Royaume-Uni et en Europe,. Une version CD remasterisée paraît en 1994 avec une nouvelle pochette.
L'album est inclus dans les coffrets Shine On (1992) et Oh, By the Way (2007),.
En 1997, l'album est réédité chez Columbia dans une nouvelle version remasterisée, plus longue de quelques secondes que le remaster de 1994. Le logo original de la poignée de main mécanique, sur fond noir et bleu, est repris à cette occasion. L'album est réédité le 25 avril 2000, pour le vingt-cinquième anniversaire de sa sortie, chez EMI et Capitol : cette version reprend le remaster du coffret Shine On sous la pochette de la réédition de 1994.
En 2011, une « Experience Edition » sort en tant que double album, avec en premier CD une version remasterisée de l'album et en CD2 des inédits (entre autres, trois titres enregistrés en public à Wembley en 1974, une version alternative de Have a Cigar et une version de Wish You Were Here avec Stéphane Grappelli). Une seconde réédition de l'album studio sort la même année en version Super Audio CD.
Le 28 mai 2021 sort Still Wish You Were Here: A Tribute To Pink Floyd, une version réarrangée de l'album et interprétée par différents artistes à notoriété mondiale : Billy Sherwood, Ian Paice, Mel Collins, Steve Hackett, Geoff Downes, Tony Levin, Rick Wakeman, Todd Rundgren, Jah Wobble, Rat Scabies, Steve Stevens, Patrick Moraz, James LaBrie, David Ellefson, Carmine Appice, Joe Satriani, Edgar Froese, Bootsy Collins, Steve Hillage et Rod Argent,.

## Caractéristiques artistiques

### Concept

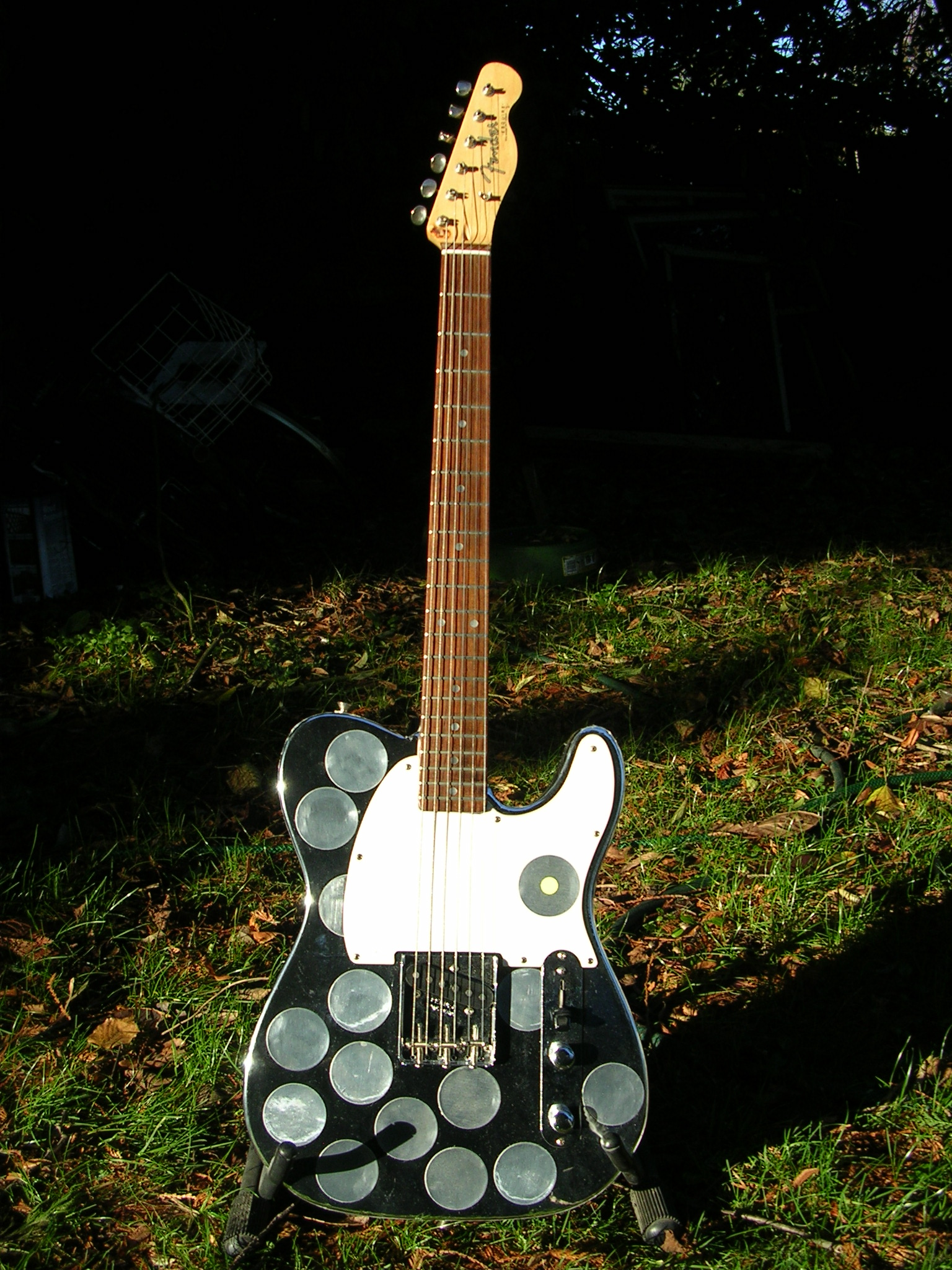
La Fender Esquire de Syd Barrett.

Wish You Were Here est le deuxième album de Pink Floyd au thème conceptuel entièrement imaginé par Roger Waters. L'album reflète son sentiment que la camaraderie qui servait le groupe à ses débuts a presque entièrement disparu. Les paroles de Shine On You Crazy Diamond, un long préambule instrumental qui occupe une grande partie de l'album, font hommage à Syd Barrett, obligé à quitter le groupe sept ans plus tôt à cause de troubles mentaux. L'hommage est marqué de tendresse avec des lignes telles que « Rappelle-toi quand tu étais jeune, tu brillais comme le Soleil » et « Tu as atteint le secret trop tôt, tu as demandé la Lune »,.
Wish You Were Here est également une critique du monde de la musique. Welcome to the Machine comprend le son d'un sas qui s'ouvre, décrit par Waters comme « un symbole de découverte et de progrès musical trahi par une industrie de la musique plus intéressée par la cupidité et le succès » et se termine par une fête, celle-ci incarnant « le manque de contact et de sentiments réels entre les gens ». De même, Have a Cigar méprise les « gros bonnets » de l'industrie du disque, les paroles répétant un flot de clichés entendus par les membres du groupe, dont la question « Au fait, lequel est Pink ? » , réellement posée au groupe à au moins une occasion. Les paroles de la chanson suivante, Wish You Were Here, se rapportent à la fois à la condition de Barrett et à la dichotomie du personnage de Waters, partagé entre son idéalisme et sa personnalité dominante.

### Musique

#### Shine On You Crazy Diamond, PartsI–V
Wish You Were Here s'ouvre sur les cinq premières parties de Shine On You Crazy Diamond ; l'ensemble est un long morceau presque entièrement instrumental découpé en deux sections et composé des sons électroniques du clavier de Wright, de la guitare de Gilmour, jugée « cristalline » par Waters, et des paroles de ce dernier. La première partie de Shine On s'ouvre sur un accord de sol mineur qui fait office de bourdon réalisé en déplaçant un doigt humide sur un verre à vin vide. Ce son tiré directement des enregistrements de The Household Objects est accompagné par plusieurs effets de Richard Wright sur ses divers synthétiseurs, puis, vers la moitié de la partie, par un solo amplifié et réverbéré joué par David Gilmour avec sa Black Strat. Selon Jean-Michel Guesdon et Philippe Margotin, les notes de ce solo sont choisies « avec feeling, loin de toute démonstration technique » et le son clair « bluesy » rappelle Peter Green.
La deuxième partie de Shine On démarre après trois minutes et cinquante-trois secondes, alors que les quatre notes du « Syd's Theme » — si bémol-fa aigu-sol-mi — sont jouées pour la première fois par Gilmour sur sa Black Strat, avec une Univibe. Selon Guesdon et Margotin, cette composition « dégag[e] une telle puissance émotionnelle qu'[elle] rester[a] sans aucun doute comme l'une des grandes signatures de Pink Floyd ». Gilmour enregistre sa partition seul au studio 1 d'Abbey Road, normalement réservé aux ensembles de musique classique pour donner un effet de salle de concert aux enregistrements. Après quatre répétitions des quatre notes, Gilmour est accompagné par une montée en crescendo de Nick Mason et la basse de Roger Waters. Ces derniers assurent ensuite un groove « à la fois lourd et planant », puis Gilmour assure un deuxième solo. Le tout est porté par l’orgue Hammond C3 de Wright, qui enchaîne ensuite sur un solo pour l'ouverture de la troisième partie à partir de six minutes et trente-huit secondes.
L'ambiance de la troisième partie est d'abord sereine avec le solo de Wright avant de changer soudainement sur un nouveau solo de Gilmour plus agressif que les deux précédents. Le son de la batterie de Mason est compressé — technique que Alan Parsons a refusé d'utiliser sur The Dark Side of the Moon — ce qui rend, entre autres, la grosse caisse plus percussive et donc moins naturelle.
La quatrième partie, qui débute à huit minutes et quarante-trois secondes, est la première à présenter des paroles, chantées par Waters. Sa prestation laisse ressentir qu'il est concerné par son texte et porte ses cordes vocales vers des limites jusque-là peu explorées sur les précédents albums de Pink Floyd. Sa voix est doublée et, pour les harmonies, soutenue par Gilmour ou Wright. Il est également accompagné en tant que backing vocals par deux chanteuses gospels, Venetta Fields et Carlena Williams, et par l'orgue de Wright. Gilmour enregistre également deux parties de guitare, l'une en rythmique pour appuyer les refrains et l'autre en solo.
La cinquième partie est également la dernière de la première section de Shine On. Elle débute à onze minutes et neuf secondes et est composée de deux solos rhythm and blues et jazz respectivement de saxophone baryton et de saxophone ténor interprétés par Dick Parry. Gilmour reprend les quatre notes de la deuxième partie avant d'accompagner Parry avec un arpège doublé en stéréo. Des nappes de synthétiseur concluent enfin le morceau et se fondent avec le morceau suivant.

#### Welcome to the Machine,Have a CigaretWish You Were Here
Suivant la sonorité nostalgique de Shine On, Welcome to the Machine présente un style musical plus inquiétant et froid. Le titre s'ouvre sur un bruit de sas qui s'ouvre, suivi par un moteur qui ronronne, créé avec un EMS VCS3, qui donne ensuite le rythme au reste du morceau. Réalisée comme une « sorte de collage utilisant des sons », la chanson connaît de multiples interventions de différents synthétiseurs de Wright et une grande partie des instrumentales sont retravaillées ou modifiées avec des effets. Waters a toujours du mal avec certaines sections de chant et ralentit parfois le magnétophone lors de l'enregistrement pour pouvoir atteindre des tons légèrement plus élevés en lecture normale. Welcome to the Machine se conclut sur la fermeture du sas et un bruitage de fête.
Le titre suivant, Have a Cigar, débute par un riff saturé de Gilmour soutenu par une rythmique funky de Wright jouée sur un Wurlitzer et plusieurs autres arrangements de synthétiseurs. Le morceau est chanté par Roy Harper, un ami du groupe, et se conclut enfin par un solo « enflammé » de Gilmour. En guise de transition vers le titre éponyme Wish You Were Here, le solo de Gilmour semble soudainement être diffusé sur une vieille radio avant de changer de station. On entend alors plusieurs enregistrements, tels que la Symphonie no 4 de Tchaïkovski, avant de passer à une guitare acoustique. Après un éclaircissement de la gorge de Gilmour, le riff sort de la radio et se concrétise, puis la voix rauque de ce dernier entame les paroles.
Balade acoustique, Wish You Were Here offre un brin de chaleur à travers un univers électrique froid. À partir de deux minutes quatre, la guitare de Gilmour est accompagnée d'un piano acoustique au ton folk rock et de la batterie de Mason. Enfin, les solos de guitare sont accompagnés par un scat de Gilmour. Le titre se termine en fondu sonore sur un bruit de vent créé avec le VCS3 de Wright qui amène la deuxième section de Shine On.

#### Shine On You Crazy Diamond, PartsVI–IX
La sixième partie de Shine On You Crazy Diamond, d'une durée de quatre minutes trente-huit, débute sur le bruit de vent du VCS3 dans un style qui rappelle One of These Days de l'album Meddle ; un duo de basse est entamé par Gilmour, qui répète trois fois quelques notes avant d'être rejoint par Waters avec un son plus coloré. Quelques nappes de synthétiseurs font ensuite leur apparition pour créer une atmosphère angoissante, suivi d'un solo de Wright sur son Minimoog avec effets d'échos. Le morceau change après deux minutes trente ; Mason, qui joue jusque-là sans charleston ou cymbales, entame un rythme plus soutenu et ouvre la voie à Gilmour, qui improvise sur sa pedal steel guitar au son saturé.
La septième partie reprend le thème établi dans la quatrième partie et dure jusqu'à la sixième minute du morceau. Waters y chante le deuxième lead vocal de Shine On aux côtés du Hammond de Wright et de la Black Strat de Gilmour et toujours accompagné des chanteuses Fields et Williams. Sa voix est fragile et émouvante, mais aussi puissante.
La huitième partie débute sur des arpèges identiques à ceux de la cinquième partie. Le son de la Black Strat de Gilmour est clair et doublé en stéréo. L'accompagnement de Wright au Wurlitzer est, selon Guesdon et Margotin, excellent et rappelle le phrasé de George Duke. La fin de la huitième partie est rythmée par la guitare funky de Gilmour avant de céder sa place à des nappes de VCS3 qui montent en crescendo pour introduire la dernière partie de Shine On.
Gilmour est presque totalement absent de la neuvième partie. Le tempo de celle-ci est lent et le morceau tourne presque entièrement sur les synthétiseurs de Wright. Alors que la tonalité générale du morceau était en sol mineur, la conclusion de Shine On se fait en sol majeur, et les verres chantants du début de l'album font leur réapparition dans les derniers instants. Les dernières notes au Minimoog de Wright reprennent la mélodie de See Emily Play, un clin d’œil à Syd Barrett, avec qui Wright était très proche.

### Pochette
La pochette et la conception artistique de Wish You Were Here comptent parmi les plus complexes des albums du groupe. Storm Thorgerson, qui a suivi Pink Floyd lors de la tournée 1974 et ayant longuement réfléchi aux paroles de Waters, conclut que les chansons tournent autour d'une idée de « présence inaccomplie », plutôt que de la maladie de Barrett. La thématique de l'absence se retrouve dans les idées issues de ses longues séances de réflexion avec le groupe. Ayant remarqué comment l'album de Roxy Music Country Life était vendu dans un emballage de cellophane vert opaque qui dissimulait sa pochette, Thorgerson reprend l'idée, cachant la pochette de Wish You Were Here dans un emballage de plastique noir, si bien que la pochette est elle-même « absente ». Le concept sous-tendant Welcome to the Machine et Have a Cigar suggère l'image d'une poignée de main, et George Hardie conçoit un autocollant à placer sur le plastique noir : deux mains mécaniques engagées dans une poignée de main,.
La couverture de la pochette est d'Aubrey Powell, partenaire de Thorgerson au studio de design Hipgnosis, qui s'inspire de l'idée que les gens ont tendance à dissimuler leurs véritables sentiments, par peur de « se brûler ». Ainsi, deux hommes d'affaires, l'un en feu, sont photographiés en train de se serrer la main. « Se faire brûler », « getting burned » en anglais, est également une expression courante dans l'industrie de la musique, souvent utilisée par les artistes qui se voient refuser le paiement de droits d'auteur. Les deux hommes sont interprétés par des cascadeurs, Ronnie Rondell et Danny Rogers, ce dernier habillé d'un costume ignifuge recouvert d'un complet. Sa tête est protégée par une cagoule sous une perruque. La photographie a été prise aux Warner Bros. Studios, en Californie,. Le vent souffle tout d'abord dans la mauvaise direction, rabattant les flammes vers Rondell et mettant le feu à sa moustache. Les cascadeurs échangent donc leurs positions et l'image est ultérieurement inversée.
La pochette arrière dépeint un « représentant de Floyd » dépourvu de visage, « vendant son âme » dans le désert, selon l'expression de Thorgerson (la photographie a été prise par Powell dans le désert de Yuma, en Californie). Ses poignets et chevilles sont invisibles, si bien qu'il apparaît sous la forme d'un « costume vide ». L'intérieur de la pochette présente deux photographies encore liées au thème de l'absence : d'abord un voile rouge flottant au vent dans une clairière du Norfolk, derrière lequel, en y regardant très attentivement, on entrevoit la silhouette d'une femme apparemment nue, puis les jambes d'un nageur dépassant de la surface du lac Mono — il semble venir tout juste de plonger, mais la surface du lac ne présente aucune vague,. Columbia Records, distributeur américain des disques de Pink Floyd, s'oppose — sans succès — à la décision de dissimuler la pochette sous un plastique noir ; à l'inverse, EMI n'y voit aucun problème,. Le groupe semble être extrêmement satisfait du produit final, accueillant une maquette de pré-production par des applaudissements spontanés.

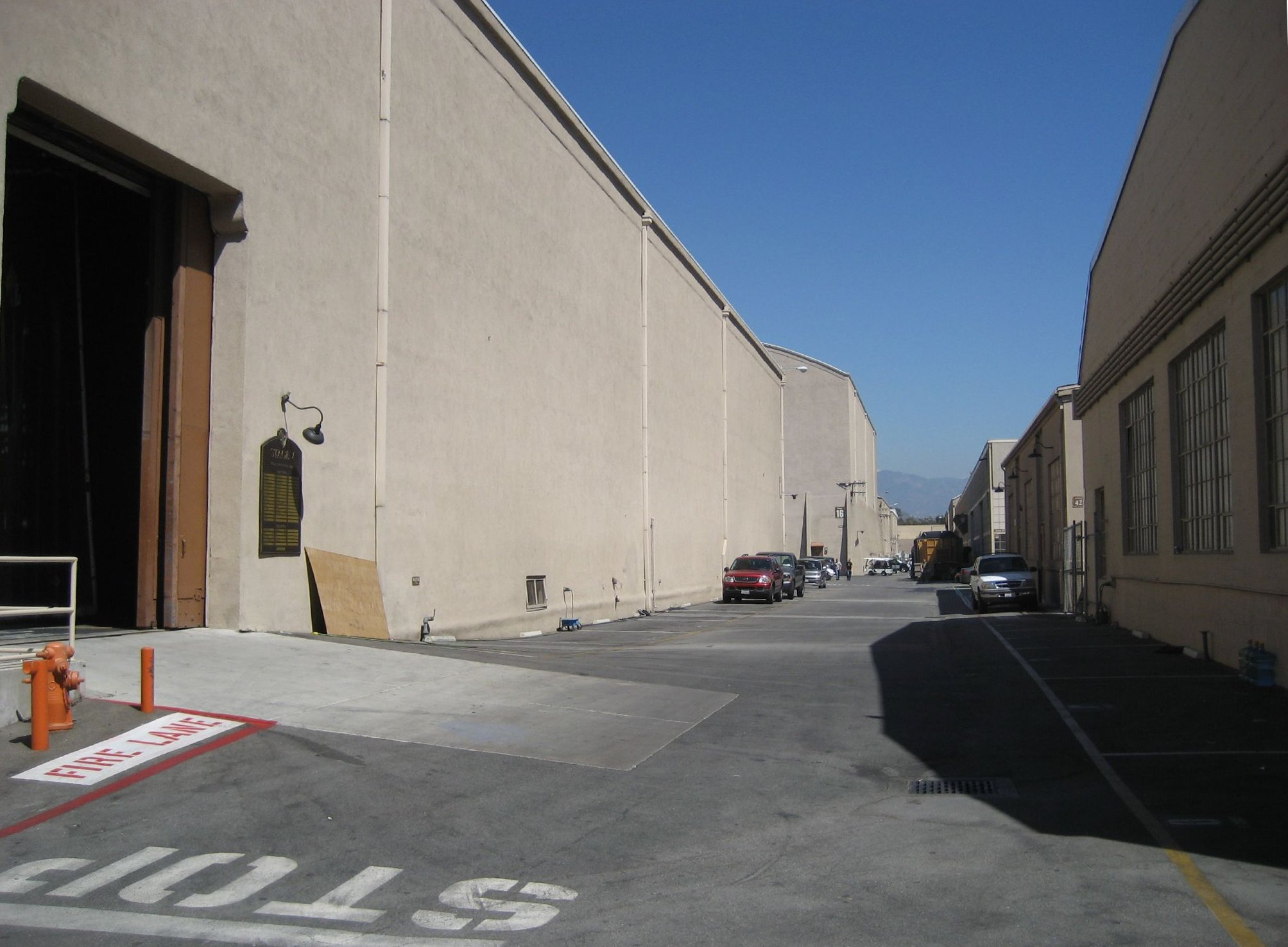
Les Warner Bros. Studios de Los Angeles.
Désert de Yuma, en Californie.
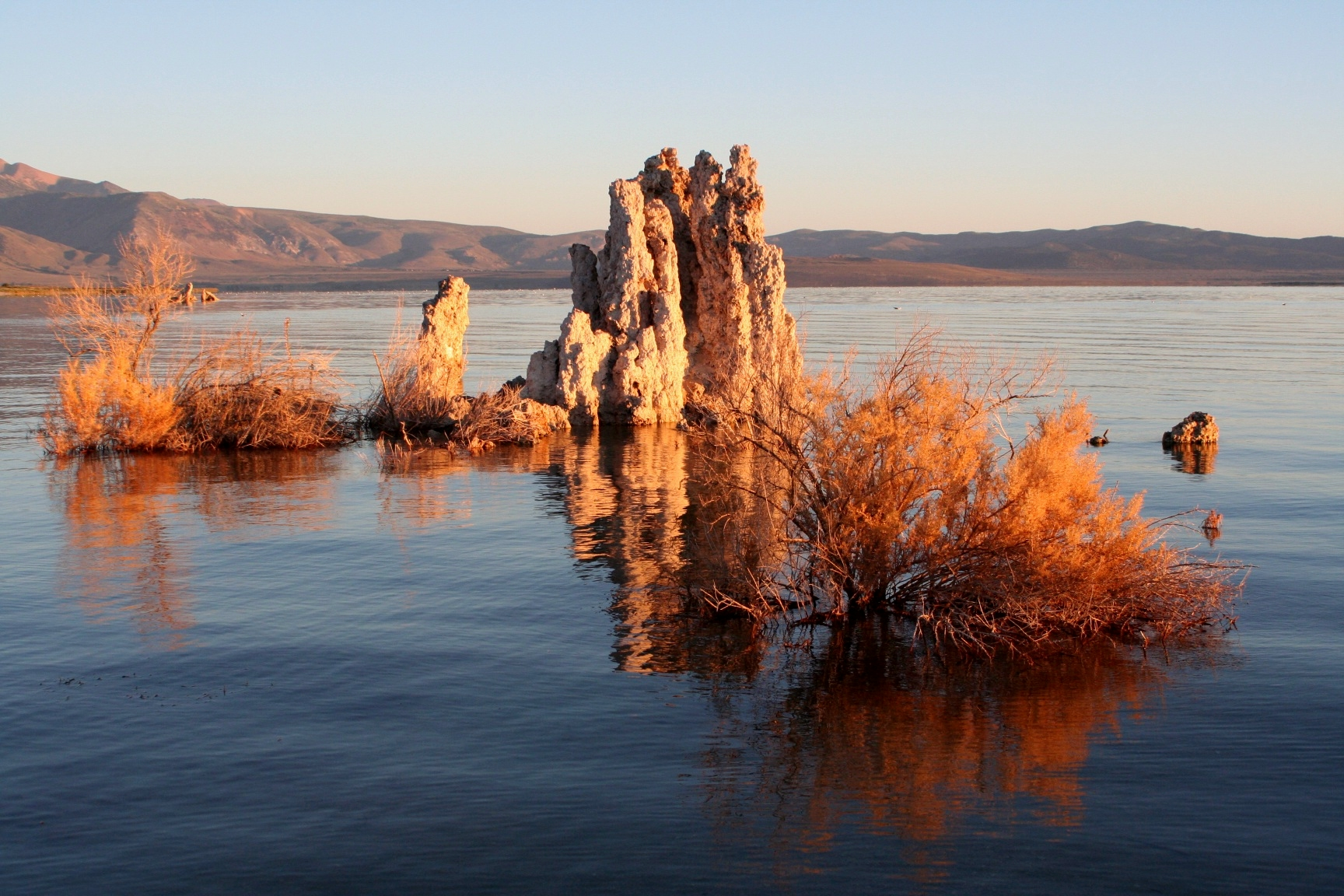
Le lac Mono.

## Fiche technique

### Titres
| 1. | Shine On You Crazy Diamond (Parts I–V) | David Gilmour, Roger Waters, Richard Wright | Roger Waters  | 13:40 |
| 2. | Welcome to the Machine                 | Roger Waters                                | David Gilmour | 7:38  |

| 3. | Have a Cigar                             | Roger Waters                                | Roy Harper    | 5:08  |
| 4. | Wish You Were Here                       | David Gilmour, Roger Waters                 | David Gilmour | 5:34  |
| 5. | Shine On You Crazy Diamond (Parts VI–IX) | David Gilmour, Roger Waters, Richard Wright | Roger Waters  | 12:31 |

### Musiciens
| Pink Floyd - David Gilmour – chant, guitare acoustique, guitare électrique, lap steel guitar, synthétiseurs et effets sonores - Nick Mason – batterie, percussions et effets sonores - Roger Waters – chant, guitare basse, guitare acoustique, synthétiseur et effets sonores - Richard Wright – piano, piano électrique, orgue Hammond et synthétiseurs | Musiciens additionnels - Dick Parry – saxophone baryton et saxophone ténor (sur Shine On You Crazy Diamond) - Roy Harper – chant (sur Have a Cigar) - Venetta Fields – chœurs (sur Shine On You Crazy Diamond) - Carlena Williams – chœurs (sur Shine On You Crazy Diamond) |

### Équipe de production
| Personnel de production - Pink Floyd – producteurs - Brian Humphries – ingénieur du son - Peter James – ingénieur du son - Hipgnosis – design de pochette et photographies - George Hardie – design de pochette | Personnel additionnel - Jill Furmanovsky – photographie - Phil Taylor – photographie |

## Classements et certifications

### Album
| Pays                       | Durée du classement | Meilleure position | Date              |
| -------------------------- | ------------------- | ------------------ | ----------------- |
| Ö3 Austria Top 40          | 19 semaines         | 2e                 | 15 octobre 1975   |
| Australie (Australian AMR) | 21 semaines         | 1er                | 13 octobre 1975   |
| Canada (RPM 100 Albums)    | 19 semaines         | 14e                | 20 décembre 1975  |
| États-Unis (Billboard 200) | 46 semaines         | 1er                | 4 octobre 1975    |
| France (IFOP)              | 129 semaines        | 1er                | 6 octobre 1975    |
| VG-lista                   | 32 semaines         | 2e                 | 29 septembre 1975 |
| RMNZ Album Top40           | 70 semaines         | 1er                | 31 octobre 1975   |
| Mega Album Top 100         | 21 semaines         | 1er                | 1er novembre 1975 |
| UK Albums Chart            | 105 semaines        | 1er                | 4 octobre 1975    |
| Sverigetopplistan          | 8 semaines          | 14e                | 14 novembre 1975  |

| Pays                       | Durée du classement | Meilleure position | Date             |
| -------------------------- | ------------------- | ------------------ | ---------------- |
| Hit Parade Italia          | 314 semaines        | 1er                | 1976             |
| Album Top 100              | 237 semaines        | 4e                 | 18 novembre 2011 |
| Belgique (W) Ultratop      | 16 semaines         | 68e                | 12 novembre 2011 |
| Belgique (V) Ultratop      | 51 semaines         | 77e                | 19 novembre 2011 |
| Promusicae                 | 37 semaines         | 17e                | 13 novembre 2011 |
| Suisse Schweizer Hitparade | 17 semaines         | 15e                | 20 novembre 2011 |
| Suomen virallinen lista    | 3 semaines          | 19e                | 4 février 2013   |
| AFP                        | 79 semaines         | 3e                 | 14 juin 2021     |

| Pays             | Certification | Ventes      | Date             |
| ---------------- | ------------- | ----------- | ---------------- |
| Allemagne        | Platine       | 500 000 +   | 1990             |
| Argentine        | Or            | 20 000 +    | 23 décembre 1999 |
| Australie        | 7 × Platine   | 490 000 +   | 2011             |
| Autriche         | 2 × Platine   | 100 000 +   | 20 janvier 1993  |
| Canada           | 3 × Platine   | 300 000 +   | 1er juillet 1979 |
| États-Unis       | 6 × Platine   | 6 000 000 + | 16 mai 1997      |
| France,          | Diamant       | 1 434 300 + | 1989             |
| Italie           | 3 × Platine   | 120 000 +   | 2021             |
| Nouvelle-Zélande | 4 × Platine   | 60 000 +    | 12 mars 2012     |
| Royaume-Uni      | 2 × Platine   | 600 000 +   | 22 juillet 2013  |

### Single
| Single             | Chart             | Durée du classement | Position | Date             |
| ------------------ | ----------------- | ------------------- | -------- | ---------------- |
| Wish You Were Here | VG-lista          | 1 semaine           | 18e      | 6 août 2007      |
| Wish You Were Here | Single Top 100    | 1 semaine           | 67e      | 23 novembre 2012 |
| Wish You Were Here | Ö3 Austria Top 40 | 2 semaines          | 48e      | 23 novembre 2012 |
| Wish You Were Here | UK Singles Chart  | 1 semaine           | 68e      | 25 août 2012     |
| Wish You Were Here | Sverigetopplistan | 1 semaine           | 37e      | 21 juin 2013     |
| Wish You Were Here | Top 100           | 3 semaines          | 79e      | 14 février 2015  |

| Titre              | Pays        | Certification | Ventes    | Date            |
| ------------------ | ----------- | ------------- | --------- | --------------- |
| Wish You Were Here | Royaume-Uni | Platine       | 600 000 + | 17 janvier 2020 |
| Wish You Were Here | Danemark    | Or            | 45 000 +  | 3 juin 2020     |
| Wish You Were Here | Italie      | 2 × Platine   | 200 000 + | 13 août 2018    |